# Doubé
Doubé est un village bété, dans l'ouest de la Côte d'Ivoire, proche de Gagnoa et de Ouragahio, dans la région du Gôh (ex-Fromager).

## Personnalités liées
- Éliane Droubry